# Provincie Pistoia
Pistoia (Provincia di Pistoia) je italská provincie v oblasti Toskánsko. Sousedí na severu s provinciemi Modena a Bologna, na východě s provincií Prato, na jihu s provincií Firenze a na západě s provincií Lucca.